# Бернардину-Батиста
Бернардину-Батиста (порт. Bernardino Batista) — муниципалитет в Бразилии, входит в штат Параиба. Составная часть мезорегиона Сертан штата Параиба. Входит в экономико-статистический микрорегион Кажазейрас. Население составляет 2818 человек на 2006 год. Занимает площадь 50,628 км². Плотность населения — 55,7 чел./км².
Праздник города — 29 апреля. 

## История
Город основан в 1994 году.

## Статистика
- Валовой внутренний продукт на 2003 год составляет 4 476 544,00 реалов (данные: Бразильский институт географии и статистики).
- Валовой внутренний продукт на душу населения на 2003 год составляет 1658,59 реалов (данные: Бразильский институт географии и статистики).
- Индекс развития человеческого потенциала на 2000 год составляет 0,552 (данные: Программа развития ООН).